# Hillegom
Hillegom  è un comune olandese di 20 489 abitanti situato nella provincia dell'Olanda Meridionale.